# Бубастіс
Ба́ст(ет), Пер-Ба́ст(ет) (Βουβάστις, Βουβαστός), Буба́ст (лат. Bubástus), Буба́сти тощо — давньоєгипетське місто, що розташовувалось у Нижньому Єгипті на південному сході дельти Нілу. Існувало з початку III тисячоліття до н. е. до середини I тисячоліття н. е. Сучасна локалізація — місцевість Телль Баста (араб. ‏تل بسطة, Tall Basṭa — «Пагорб Баст») на південно-східній околиці міста Заказік у мухафазі Шаркія, АРЄ.
З 3-го тисячоліття до н. е. Бубастіс входив до складу XIX нижньоєгипетського ному Іменті, а після VIII-VII століть до н. е. став столицею нової виділеної області навколо міста — XVIII нижньоєгипетського ному Іменті-хенті (у греко-римському періоді називався Бубастійським номом). За найпоширенішою гіпотезою, у X-VIII століттях до н. е., місто обирали столицею всього Єгипту правителі XXII династії, а у VII столітті до н. е. воно могло мати стосунок до походження чи правління XXIII династії. Бубастіс був відомий своїм храмом і святом, присвяченими богині Бастет, а також був важливим пунктом на сухопутному шляху з Єгипту на схід — до Синаю, Палестини й морському шляху (через канал) на південь — до Пунту. У давньоєгипетській міфології засновницею міста називається богиня Ісіда.
За часів античності, окрім міста Бубастіса у Єгипті, Діодор Сицилійський згадує однойменне місто на Херсонесі Карійському (півострів у Карії).

## Назва
| G29 | Q1 | X1 · O49 |

| G29 | Q1 | X1 · O49 |

| W2 | X1 · O49 |

| W2 | X1 · O49 |

| pr | Z1 | W2 | t | N21 | O49 |

| pr | Z1 | W2 | t | N21 | O49 |

Стародавні єгиптяни надали назву місту за іменем шанованої місцевої богині Баст, іноді додаючи префікс «пер», що означає «дім», таким чином в єгипетській мові назва міста, найбільш імовірно, звучала як Баст чи Пер-Бастет та означала ім'я богині чи місце її перебування. Давньогрецька назва є похідною від єгипетської назви міста й імені богині: Бубастіс (Βούβαστις) — написання відповідно до Геродота, а Бубастос (Βουβαστός) — відповідно до інших античних авторів, що описували місто пізніше. Римляни перейняли грецьку назву міста — латиною Bubastus . За часів раннього середньовіччя копти також мали кілька своїх найменувань міста, співзвучних зі стародавніми, — Бубасті тощо.

### Іноземні назви
Більшість дослідників ототожнюють Бубастіс зі згадуваним у Біблії (Старий Заповіт, Єз 30:17) містом Пі-Бесет (дав-євр. פי-בסת, py-bst). В апокрифічному Євангелії Псевдо-Матвія місто називається Сотін (лат. Sotinen). Найменування міста серед сучасних дослідників, відповідно до греко-арабської номенклатури топонімів прийнятої в єгиптології — Бубастіс або, іноді, Телль Баста.

## Загальний опис

### Розташування та господарство
Бубастіс розташовувався у південно-східній частині дельти Нілу, на східному березі Пелусійського рукава тієї річки (Клавдій Птолемей называє Пелусійським тільки гирло, а сам рукав — Бубастійським). Господарство міста базувалось на вирощуванні зернових, оскільки Бубастіс розташовувався у зоні основного району виробництва зерна у Середземномор'ї — Нижньому Єгипті. Ще до виникнення міста, близько V тисячоліття до н. е., у протоєгипетських племен з'явились землеробні громади, де вирощувались ячмінь, пшениця, гречка, льон. Також там було поширено скотарство — розводили велику рогату худобу, овець, кіз і свиней. Будівництво у Бубастісі велось в основному привозними матеріалами (у храмових роботах часто використовувався червоний граніт), який доставляли Нілом з Верхнього Єгипту й Нубії. Розвитку торгівлі сприяло розташування міста на важливому сухопутному шляху з Єгипту на схід — у Синай (імпорт міді, бірюзи), Палестину (імпорт деревини, пурпуру) й далі. Також каналом, попередником Суецького, проходив морський торговий шлях на південь — у династичному періоді відомо про загальноєгипетські експедиції до країни Пунт (імовірно Сомалі), а пізніше й до інших областей Східної Африки та Аравійського півострова.

### Будівлі й архітектура

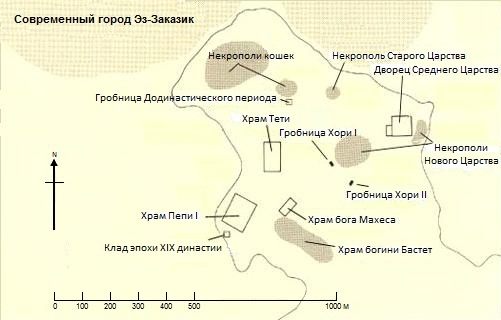
План Бубастіса (сучасні археологічні пам'ятники та знахідки)

За часів розквіту міста деякі фараони будували в ньому палаци й мастаби (відомі рештки палацу доби VI династії та палацу періоду Середнього царства). Бубастіс був розташований на земляних насипах, що були значно вищими за рівень Нілу, ті насипи Геродот вважав найвищими у Єгипті й розповідав, що звели їх місцеві робітники, а у подальшому засуджені злочинці, яких, відповідно до закону фараона Шабаки (на межі VIII-VII століть до н. е.), не страчували, а засуджували до земляних робіт, кожного у своєму місті. Відомо, що у Третьому перехідному періоді окружність міських стін становила близько 5 км.

#### Культові будівлі

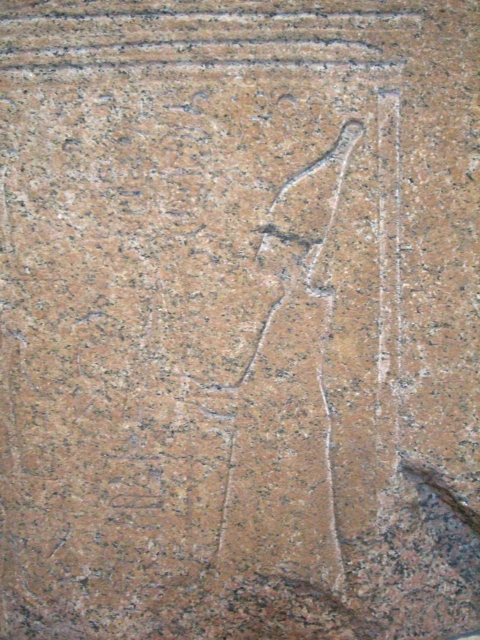
Частина рельєфу Хеб-Седної брами Осоркона II у храмі Бастет (IX століття до н. е., Лувр)

Найбільш відомою та знаменитою культовою спорудою був храм Бастет — місцевий, а згодом загальноєгипетський, центр шанування богині. Храм було зведено за наказом Аменемхета I (XX століття до н. е.), але, можливо, фараон перебудовував більш давнє святилище. Сенусерт I і Сенусерт III розширили храм, також існує припущення, що Аменемхет III брав участь у прикрашанні храму: там було знайдено два його портрети. До XIII століття до н. е., коли Рамзес II також розширив і прикрасив той храм, він уже складався з великого вестибюля, двох зал і гіпостилю.
Пізніше правителі XXII (Лівійської) династії, зміцнюючи свої зв'язки з Єгиптом, будували нові релігійні споруди навколо того храму та всередині нього. Імовірно, Осоркон I почав з прикрашення стін новими рельєфами та перебудував вестибюльну залу храму. За Осоркона II у храмі Бастет були перебудовані новий двір і великий гранітний портал з рельєфами, що зображують свято Хеб-Сед на 22-му році життя царя, а також хеб-седну (так звану нині «святкову залу Осоркона II») та гіпостильну зали. За його наказом у північній частині храму було зведено портик. Невелику залу-святилище до храму Бастет було прибудовано за Нектанеба II (IV століття до н. е.).

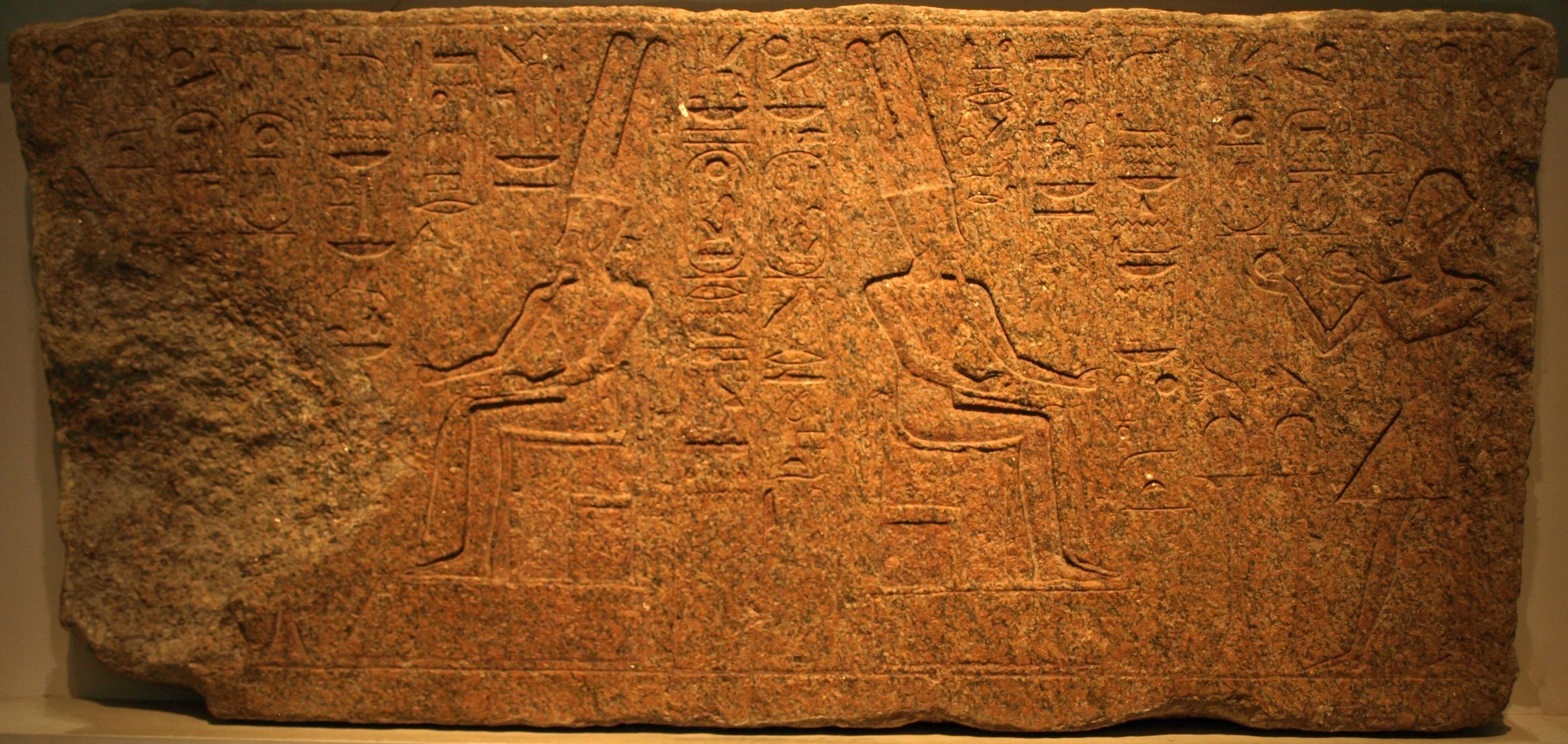
Рельєф з Бубастіса з зображенням поклоніння Аменхотепа II богу Імену (Амону) (межа XV-XIV століть до н. е., червоний граніт, Британський музей)

Список інших відомих сучасним дослідникам святилищ Бубастіса:
- храм Теті II — на північний захід від храму Бастет (XXIV-XXIII століття до н. е.).
- храм Пепі I — на захід від храму Бастет (XXIII століття до н. е., храм оточувала стіна з сирцевої цегли 87,5×64 м, нині від святилища лишились тільки два ряди стовпів).
- каплиця Аменхотепа III (XIV століття до н. е., збереглись фрагменти будівлі)[5].
- храм Амона-Ра ? — існування ймовірне, знайдена лише статуя Верховного жерця Амона-Ра — Какара (XIV-XIII століття до н. е.).
- храм Рамзеса II — збудований за кілька сотень метрів від головного храму (XIII століття до н. е., пізніше був узурпований Осорконом I).
- храм бога Атума — на південний захід від храму Бастет (межа X-IX століть до н. е., імовірно, збудований Осорконом I).
- храм бога Махеса — на північ від храму Бастет (VIII століття до н. е., імовірно, збудований Осорконом III).

#### Некрополі
До значних об'єктів міста мертвих Бубастіса належать гробниці намісників областей у Нубії — Хорі I (обіймав посаду за Рамзеса II) та його сина Хорі II (на посаді за Рамзеса IV). Окрім них там є численні поховання доби Нового царства, одне з яких належало чаті (візиру) Іуті, а також знамениті цвинтарі кішок й іхневмонів.

### Населення й сусіди
Окрім корінного єгипетського населення, з початку I тисячоліття до н. е. в Бубастісі почали оселятись греки, а також, як і в багатьох східних номах Нижнього Єгипту, там проживали «каласірії» або інакше «асмах». То були єгиптяни зі стану воїнів, нащадки племен стародавніх лівійців, які вторглись та оселились у східній частині дельти Нілу, а згодом переселились на південь (також каласіріями називали піхотні підрозділи в єгипетській армії).
Найдавнішими сусідами бубастійців могли бути єврейські племена, які, відповідно до біблійських легенд, були поселені якимось єгипетським правителем в області Гесем/Гошен, та область, імовірно, розташовувалась на схід від міста. За повідомленнями Геродота, незначний відтинок часу сусідами бубастійців у північних областях, біля Пелусійського гирла Нілу, були тимчасово поселені там греки-іоняни та греки-карійці. Ті греки допомогли фараону Псамметіху I (VII століття до н. е.) вступити на престол, за що він подарував їм ділянки землі для поселення одне навпроти одного на обох берегах Нілу (ті поселення у Геродота називались «станами», також існує гіпотеза, що та область могла бути не локалізованою місцевістю Стратопеди). Проживши близько 100 років у тій області, греків було переселено правителем Єгипту Амасісом II (VI століття до н. е.) до Мен-нефера, де він зробив їх своїми охоронцями.

## Історія

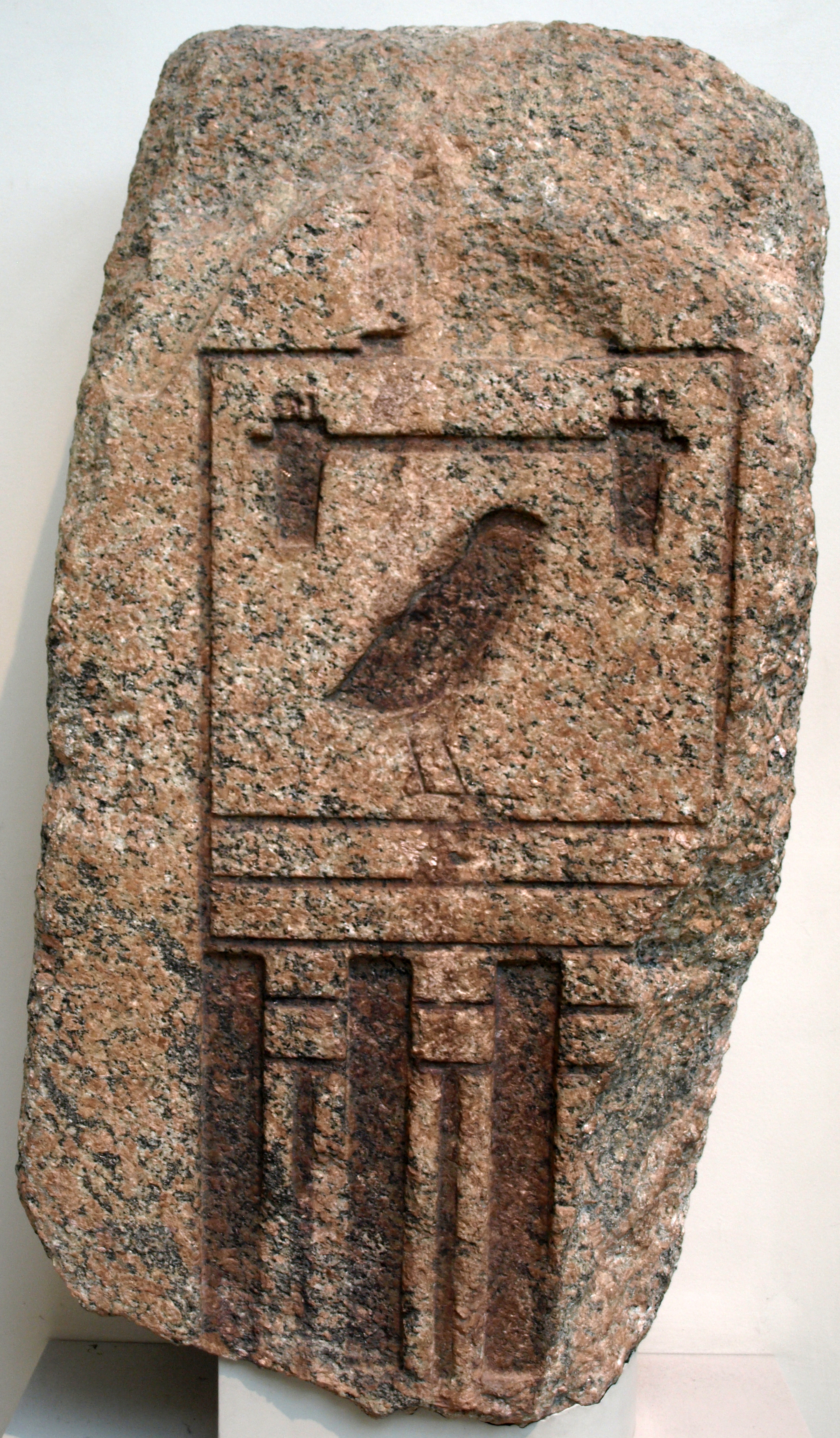
Плита з Бубастіса з іменем Меджеду (одне з імен фараона Хуфу — Хеопс), червоний граніт, Британський музей)

### Династичний період
Первинно місто входило до складу XIX ному Іменті, з періоду правління VI династії стало значним центром Стародавнього Єгипту династичного періоду.

### Стародавнє царство
Час виникнення першого поселення на місці Бубастіса невідомий, імовірно, це відбулось на початку III тисячоліття до н. е.
XXVIII століття до н. е. — за повідомленнями античних авторів, які цитували Манефона, за часів правління фараона Хетеп-Сехемуї «розчахнулась земля» в Бубастісі. Ймовірно то був землетрус, що мав наслідком багато жертв, але будь-яких історичних підтверджень тому факту не виявлено.
XXIV-XXIII століття до н. е. — фараони Теті II й Пепі I збудували храми, найдавніші з відомих сучасним дослідникам у тому місті. Дотепер зберігся напис на брамі храму Пепі I, що є першою згадкою про Бубастіс.

### Середнє царство
XVII століття до н. е. — місто потрапило під владу гіксосів, які, ймовірно, не зруйнували головний храм міста — храм богині Бастет.
Тель-Баста, схоже, процвітала в Середньому царстві, судячи з свідчень про наявність цвинтаря для місцевого населення. Крім того, на цьому місці було виявлено «королівський палац», можливо, важливий пункт збору для царської родини та армії в Середньому царстві, оскільки вони контролювали північно-східну прикордонну територію Єгипту. Головним культовим центром у Тель-Басті був храм богині-кішки Баст, святилище якої було оточене трьома іншими святилищами, присвяченими Атуму, Маху та Хорхекену в пізній період.

### Нове Царство
Під час Третього перехідного періоду Бубастіс набув стратегічного значення й на деякий час став столицею Стародавнього Єгипту. На початку того «смутного часу» контроль Нижнього Єгипту над Верхнім часто залежав від якостей і можливостей фараона, який правив на той момент, а у подальшому, централізована влада в країні ослабла настільки, що єдиний Єгипет розпався на кілька царств.
Упродовж X-VIII століть до н. е. правителі Лівійської династії обирали місто своєю резиденцією. Утім, загальноєгипетською столицею Бубастіс можна вважати тільки умовно, оскільки близько 870-730 років до н. е. в Уасеті існувала верхньоєгипетська лінія правителів — верховних жерців Амона.
Царі 22-ї династії правили з Тель-Басти, а Осоркон II збудував великий фестивальний зал з червоного граніту для святкування ювілейного фестивалю. Недавні роботи на цьому місці показали, що поле руїн містить щільну суміш уламків статуї, будівельних блоків та кераміки, що датуються пізнім періодом до римського періоду, а також копію відомого Указу Канопуса (Decree of Canopus).

### Пізній класичний та елліністичний періоди
З пізнього періоду існував активний промисловий квартал, який виробляв вотивні предмети для існуючих храмів. Під час ранніх розкопок у Тель-Басті було знайдено багато бронзових виробів, таких як чудова голова козла, можливо, для бога Банебджедета, що датується перським періодом, і, ймовірно, також кішка Гейєра-Андерсона в Британському музеї. Такі предмети паломники в різних святилищах присвячували Баст в обмін на її благословення, а котів також ховали на спеціально відведеному кладовищі.
Геродот описував велике свято в Бубастісі, яке відвідували тисячі паломників з усього Єгипту, приваблених пишнотою міста.
У ті періоди місто та його околиці входили до коаліції так званих «чотирьох тяжких номів Єгипту» — XII Чеб-нечер, XIV Хенті-іабті, XVI Хат-Мехіт та XIX Іменті. Таке об'єднання існувало не менше 300 років і до 343 року до н. е., в особі XXX династії, перебувало при владі в країні. Після вторгнення Артаксеркса III Оха, а пізніше Александра Македонського, коаліція зберігала частину свого впливу (ставши противниками персів і союзниками македонців).
За перших Птолемеїв влада об'єднання вже була номінальною. Відоме ім'я одного з номархів, лідеров коаліції у ранньому елліністичному періоді —Нектанеб (племінник за жіночою лінією Нектанеба I). У зв'язку з поширенням грецького впливу в античній літературі закріпилась грецька назва міста — Бубастіс, а ном міста почав називатись відповідно — Бубастійський ном. Також той ном входив до географічно-адміністративної території на сході Нижнього Єгипту — «область 13-ти міст».

### Римо-візантійський період
Римська історія міста мало досліджена — знайдені тільки некрополь та одна культова споруда. В результаті останньої війни Римської республіки була утворена провінція Єгипет (з 30 року до н. е.), а після проведення реформ 298 року, вже у Римській імперії, відбувалось подрібнення різних адміністративних територій, а місто по черзі опинялось у провінціях Геркулесів Єгипет, Августамніка й Августамніка II.
На цьому місці було знайдено рідкісні знахідки обвуглених папірусів римського періоду.
Близько III–IV століть місто було резиденцією православного єпископа коптської єпархії.
Близько середини I тисячоліття, подібно до інших міст східної дельти Нілу, жителі цілковито залишили Бубастіс, місто занепало та припинило своє існування.

## Туризм
Нині комплекс Телль Баста — це невеликий музей просто неба. Власне археологічне городище є порослим травою пагорбом, усіяним гранітними блоками та ямами археологічних розкопок. Є кілька встановлених статуй, але від найвідомішого знаменитого храму Бубастіса — храму Бастет, лишилось тільки декілька «папірусних» колон і його відновлення у первинному вигляді неможливе.
Разом в експозиції станом на 2003 рік було близько 55 пам'ятників культури та мистецтва Стародавнього Єгипту з Бубастіса, а також інших великих міст східної дельти Нілу — Джанта, Пер-Рамзеса й Хут-уарет.
Деяких туристів приваблюють «котячі цвинтарі», де було виявлено безліч муміфікованих кішок та близько 400 людських мумій. Також туристичною пам'яткою вважається тисячорічний «святий колодязь». Повір'я, що розповідають про нього копти-християни, пов'язані з відвіданням міста «святою родиною» — колодязю приписують сприяння родючості. Туристи зазвичай дістаються Бубастіса з Каїра (80 км) рейсовим автобусом, а деякі з них продовжують подорож далі, до руїн Таніса, на таксі.